# Opel CIH
Opel cam-in-head (CIH) — серия автомобильных двигателей внутреннего сгорания, выпускавшихся с 1965 по 1998 год. Выпускались как четырёхцилиндровые, так и шестицилиндровые двигатели. Первый двигатель семейства Opel CIH был представлен в 1965 году на Opel Rekord B, а в 1980-х годах двигатель был снят с производства. Шестицилиндровые двигатели, применявшиеся в Omega A и Senator B, выпускались до 1994 года, а до 1998 года выпускался четырёхцилиндровый двигатель объёмом 2,4 л.
Кроме бензиновых двигателей, также выпускались дизельные двигатели. Первый дизельный двигатель был представлен в 1972 году на Opel Rekord D.

## Дизайн
Оригинальный дизайн двигателя Opel CIH был разработан корпорацией General Motors в Детройте, Мичиган.

Хотя распределительный вал находится в головке блока цилиндров, CIH не является настоящей конструкцией верхнего распределительного вала. По сути, это двигатель с кулачковым блоком цилиндров и значительно укороченным клапанным механизмом. Распределительный вал приводится в движение роликовой цепью. В то время как в самых ранних двигателях применялись механические подъёмники, в более поздних версиях применялись гидравлические толкатели. Головка блока цилиндров имеет конструкцию без поперечного потока. Это привело к снижению экономии топлива, но было значительно дешевле в производстве. Головка цилиндров и её блок изготовлены из чугуна. Ход поршня варьируется от 69,8 до 85 мм.
- Переднее поперечное сечение 1,9-литрового двигателя
- Вид сбоку

## Четырёхцилиндровые двигатели

### 1,5 л
1,5-литровый (1492 см3) двигатель является самым маленьким двигателем семейства Opel CIH. Диаметр цилиндра составляет 82,5 мм, а ход поршня — 69,8 мм. Низкое октановое число — 15N (Normal), а высокое — 15S (Super). Мощность 15N варьировалась от 58 до 60 л. с., мощность 15S составляла 48 кВт (65 л. с.) при 5000 об/мин, а мощность SAE составляла 76 л. с. при 5000 об/мин.

#### Применения
- 08.1965—07.1966 Opel Rekord B
- 08.1966—01.1970 Opel Rekord C
- 09.1967—1970 Opel Kadett B 1.5 S (только экспортные модели, Финляндия/Австрия/Швеция/США)
- 09.1967—1970 Opel Olympia A 1.5 S (только экспортные модели)
- 03.1976—1978 Saehan Camina
- 12.1977—1982 Saehan Gemini
- 1979—1988 Saehan/Daewoo Max (пикап-версия Gemini/Kadett C)
- 1972—1982 Saehan Rekord
- 1982—1987 Daewoo Royale

### 1,6 л
Диаметр цилиндра 1,6-литрового (1584 см3) двигателя составляет 85 мм, а ход поршня — 69,8 мм. Впервые двигатель был представлен в сентябре 1970 года на Opel Manta A, а спустя семь недель двигатель был представлен на Opel Ascona A. Низкое октановое число — 16N (Normal), а высокое — 16S (Super). Изначально мощность составляла 50—59 кВт (68—80 л. с.), а в начале 1975 года, когда был введён более жёсткий контроль за загрязнением окружающей среды, мощность была снижена до 44—55 кВт (60—75 л. с.). С 1975 года для некоторых рынков выпускалась версия A16S мощностью 69 л. с., у которой также был кованый шатун с 8 коленвалами.

#### Применения
- 09.1970—08.1975 Opel Manta A
- 10.1970—09.1975 Opel Ascona A
- 08.1975—05.1981 Opel Manta B
- 09.1975—08.1981 Opel Ascona B
- 05.1977—08.1979 Opel Kadett C 1.6 S
- 11.1975—07.1981 Vauxhall Cavalier Mark I

### 1,7 л
Диаметр цилиндра 1,7-литрового (1698 см3) двигателя составляет 88 мм, а ход поршня — 69,8 мм. Топливная система — карбюратор. Мощность 17N составляет 44 кВт (60 л. с.), а мощность 17S — 55 кВт (75 л. с.) при 5200 об/мин по стандарту DIN. Заявленная мощность по стандарту SAE для 17S стала составлять 84 л. с. при 5600 об/мин. В 1969 году мощность 17N возросла до 49 кВт (66 л. с.), а в 1975 году, после снижения степени сжатия, мощность вновь стала составлять 60 л. с.
В 1972 году, когда был представлен Opel Rekord D, мощность была увеличена до 61 кВт (83 л. с.).

#### Применения
- 08.1965—07.1966 Opel Rekord B
- 08.1966—12.1971 Opel Rekord C
- 09.1967—1970 Opel Kadett B 1.7 С
- 08.1967—07.1970 Opel Olympia А
- 01.1972—08.1977 Opel Rekord D
- 08.1977—1980 Opel Rekord E
- 02.1970—12.1971 Ranger A
- 01.1972—08.1977 Ranger B
- 08.1972—1976 Chevrolet 1700 (Южная Корея)

### 1,9 л
Изначально 1,9-литровый (1897 см3) двигатель был самым большим двигателем семейства Opel CIH. Диаметр цилиндра составляет 93 мм, а ход поршня — 69,8 мм. По стандарту DIN мощность составляет 66 кВт (90 л. с.) при 5100 об/мин для 19S, а по стандарту SAE мощность составляет 102 л. с. при 5400 об/мин. Также существовала версия 19HL (Hochleistung), представленная в 1967 году на Opel Rekord Sprint и Kadett Rallye Sprint. Мощность составляет 78 кВт (106 л. с.). Версия 19SH (H — гидравлические подъёмники клапанов), применявшаяся только в Rekord, развивала мощность 71 кВт (97 л. с.). В 1975 году мощность была снижена до 66 кВт (90 л. с.). Вместо двигателей 17S начался выпуск двигателей 19N мощностью 55 кВт (75 л. с.). 1,9-литровый двигатель являлся самым распространённым в семействе Opel CIH, применявшимся в большинстве автомобилей и имеющим самый длительный срок производства (с 1965 по 1985 год, 20 лет).
19E являлся первым четырёхцилиндровым двигателем CIH, получившим систему впрыска топлива. Впервые он был представлен в марте 1974 года на Manta GT/E, где развивал мощность 77 кВт (105 л. с.). Существует также маломощная версия 19N для австрийского рынка (A19N) мощностью 51 кВт (70 л. с.), которая применялась, в основном, в Opel Rekord E. Специальная версия с низким уровнем выбросов для рынков Швеции и Швейцарии, получившая название S19S, развивала мощность 65 кВт (88 л. с.). Наряду с S16S, двигатель имел кованый кривошип с 8 коленвалами.

#### Применения
- 08.1965—07.1966 Opel Rekord B
- 08.1966—12.1971 Opel Rekord C
- 09.1967—07.1973 Opel Kadett B Rallye (19 S/HL)
- 08.1967—07.1970 Opel Olympia A coupé (19S)
- 10.1968—cередина 1973 Opel GT
- 09.1970—08.1975 Opel Manta A
- 10.1970—09.1975 Opel Ascona A
- 01.1972—08.1977 Opel Rekord D
- 08.1975—05. 1981 Opel Manta B
- 09.1975—08.1981 Opel Ascona B
- 09.1975—07.1979 Opel Kadett C GT/E (только 19E)
- 08.1977—08.1982 Opel Rekord E
- 02.1970—12.1971 Ranger A
- 01.1972—08.1977 Ranger B
- 05.1974—02. 1976 Holden Torana LH
- 02.1976—11.1976 Holden Torana LX
- 11.1976—03.1978 Holden Sunbird LX
- 03.1978—1978 Holden Sunbird LX
- 1978—1985 Saehan/Daewoo Rekord/Royale
- 11.1975—07.1981 Vauxhall Cavalier Mark I

### 2,0 л
2,0-литровый (1979 см3) двигатель Opel CIH выпущен на базе 1,9-литрового. Его диаметр цилиндра составляет 95 мм, а ход поршня — 69,8 мм. Также были добавлены гидрокомпенсаторы. Разработанный для противодействия снижению производительности в результате ужесточения правил выбросов, двигатель выпускался в карбюраторном исполнении или с впрыском топлива. Мощность двигателя 20S, представленного в сентябре 1975 года, составляет 74 кВт (100 л. с.) при 5200—5400 об/мин. Вскоре были добавлены версии 20E мощностью 81 кВт (110 л. с.) и 20EH мощностью 85 кВт (115 л. с.), который применялся в Kadett 2.0 GT/E. Изначально применялась система впрыска топлива Bosch L-Jetronic, а с конца 1981 года — LE-Jetronic. Версия 20N мощностью 66 кВт (90 л. с.) была представлена в августе 1977 года. Для рынков Швеции и Швейцарии также выпускались специальные версии S20S и S20E с немного пониженной мощностью.

#### Применения
- 09.1975—08.1977 Opel Rekord D
- 09.1977—08.1988 Opel Manta B
- 09.1977—08.1981 Opel Ascona B
- 09.1977—07.1979 Opel Kadett C GT/E, Rallye (20E/EH)
- 08.1977—06.1986 Opel Rekord E
- 1984—1990 Chevrolet Rekord (Южная Африка)
- 1978—1985 Saehan/Daewoo (Rekord) Royale
- 11.1975—07.1981 Vauxhall Cavalier Mark I
- Конец 1978—06.1986 Vauxhall Carlton

### 2,2 л
Двигатель 2.2 CIH с впрыском топлива выпускался с 1984 по 1987 год. Его диаметр цилиндра составлял 95 мм, а ход поршня был увеличен до 77,5 мм. Кроме того, была переработана головка блока цилиндров. У двигателя были клапаны большего размера, а впускные клапаны были подняты. Кроме того, были добавлены упрочнённые «сёдла» клапанов для подачи неэтилированного бензина. Мощность была увеличена до 85 кВт (113 л. с.), а крутящий момент был увеличен до 182 Н·м. 
Двигатель применялся в Opel Rekord E, Opel Monza A2 и Opel Senator A2. 

### 2,4 л
2,4-литровый двигатель был последним четырёхцилиндровым двигателем семейства Opel CIH. Диаметр цилиндра составляет 95 мм, а ход поршня был увеличен до 85 мм. Мощность составляет 92 кВт (123 л. с.), а крутящий момент — 195 Н·м. Впервые двигатель был представлен на Omega A. До 1998 года двигатель применялся во внедорожнике Frontera.

#### Применения
- 1992—1998 Opel Frontera A
- 1988—1993 Opel Omega A

### 400 I4/Cosworth KAA
В начале 1970-х годов немецкий концерн Opel анонсировал проект двигателя DOHC, предназначенный для применения в автомобилях Формула-2 (F2). Разработанный собственными силами, двигатель был представлен в 1975 году.
Объём двигателя составляет 2420 см3, диаметр цилиндра — 95,2 мм, ход поршня — 85 мм, степень сжатия — 11,5:1, мощность — 190,2 кВт (255 л. с.) при 7200 об/мин, а крутящий момент — 28 кг·м при 5000 об/мин. Двигатель имеет сухой поддон и два карбюратора 48DCOE Weber.
В разное время двигатель применялся в Ascona 400 и Manta 400. Отлаженный 16-клапанный двигатель развивал мощность 107,4 кВт (144 л. с.) при 5200 об/мин и крутящий момент 21,4 кг·м при 3800 об/мин.

## Шестицилиндровые двигатели
Шестицилиндровые двигатели семейства Opel CIH применялись в полноразмерных автомобилях Opel и Vauxhall с 1968 по 1993 год. Большинство двигателей оснащались однокамерными карбюраторами и цепным приводом распредвалов. В 1960-х и 1970-х годах двигатели были карбюраторными, а с начала 1980-х годов двигатели стали оснащаться системой впрыска топлива Bosch. Некоторые двигатели поздних выпусков получили многоклапанные головки блока цилиндров.

### 2,2 л
2,2-литровый (2239 см3) шестицилиндровый двигатель был представлен в декабре 1966 года. Диаметр цилиндра составляет 82,5 мм, ход поршня — 69,8 мм, а мощность — 70 кВт (95 л. с.). До февраля 1967 года двигатель применялся в Rekord C, а до августа 1968 года — в Commodore A.

#### Применения
- 12.1966—1967 Opel Rekord C
- 02.1967—08.1968 Opel Commodore A

### 2,5 л
2,5-литровый (2490 см3) шестицилиндровый двигатель с одним карбюратором, получивший название 25S, впервые был представлен в 1968 году на Opel Commodore. Диаметр цилиндра составляет 87 мм, ход поршня — 69,8 мм, степень сжатия — 9,2:1, мощность — 85 кВт (115 л. с.), а крутящий момент — 174 Н·м. Версия 25H со степенью сжатия 9,5:1 и двумя карбюраторами развивает мощность 96 кВт (130 л. с.) и крутящий момент 186 Н·м.
Со степенью сжатия 9,2:1 и системой впрыска топлива Bosch D-Jetronic (Commodore A & B), позже L & LE-Jetronic, мощность составляла 110 кВт (150 л. с.), а крутящий момент — 186 Н·м.

#### Применения
- 08.1968—01.1972 Opel Commodore A
- 01.1972—07.1977 Opel Commodore B
- 08.1977—08.1982 Opel Commodore C/Vauxhall Viceroy
- 01.1978—08.1987 Opel Senator A/Vauxhall Royale/Senator
- 02.1970—12.1971 Ranger A
- 01.1972—08.1977 Ranger B

### 2,6 л
Мощность двигателя составляет 110 кВт (148 л. с.). Кроме Senator/Carlton/Omega, двигатель также применялся в экспортных версиях Holden Commodore VP, VR и VS для рынка Юго-Восточной Азии с 1992 по 1997 год. Эти автомобили обычно обозначались как «Opel Calais».

### 2,8 л
2,8-литровый двигатель был представлен на Kapitän/Admiral и Commodore. Карбюраторная версия также применялась в Monza и Senator, в то время как вторая модель Commodore получила систему впрыска топлива. Мощность варьировалась от 92 до 121 кВт (123—163 л. с.).

### 3,0 л
3,0-литровый (2969 см3) двигатель был представлен в 1977 году. Карбюраторный двигатель развивал мощность 110 кВт (148 л. с.), в то время как инжекторный двигатель развивал мощность 132 кВт (178 л. с.) и крутящий момент 248 Н⋅м и применялся в Opel Monza GSE и Opel Senator 3.0 E, включая их аналоги Vauxhall Royale и Vauxhall Senator. Диаметр цилиндра был увеличен до 95 мм, а ход поршня — 69,8 мм.
В 1986 году двигатель был представлен на Opel Monza 3000/Vauxhall Carlton GSi. Инжекторный двигатель развивал мощность 132 кВт (178 л. с.) и крутящий момент 240 Н⋅м. Клапаны были увеличены. Также был добавлен блок управления двигателем Bosch Motronic. Позже двигатель стал применяться в Senator и Omega 3.0i.
В 1989 году была представлена 24-клапанная версия с клапанным механизмом DOHC и впускным коллектором переменной длины, мощность которой была увеличена до 150 кВт (201 л. с.), а крутящий момент — до 270 Н⋅м.

### 3,6 л (C36GET)
3,6-литровый (3615 см3) двигатель впервые был представлен в 1990 году на Lotus Carlton-Omega. Диаметр цилиндра составляет 95 мм, а ход поршня был увеличен до 85 мм. В двигателе применялось два турбокомпрессора Garrett AiResearch T25 и интеркулер Behr. Турбины были расположены параллельно, каждая из них питалась от трёх цилиндров. Система впрыска топлива была настроена индивидуально. Степень сжатия снижена до 8,2:1. Двигатель развивает мощность 281 кВт (377 л. с.) при 5200 об/мин и крутящий момент 568 Н·м при 4200 об/мин.

## Другие версии
Поперечные и многоклапанные головки цилиндров для блока CIH были разработаны рядом известных немецких тюнинговых компаний, таких как Irmscher, Mantzel, Risse и Steinmetz.

### Швеция
В Швеции, в частности, компанией ENEM из Наки, была проведена обширная работа по созданию новой головки блока цилиндров с четырьмя цилиндрами большего размера, увеличенными отверстиями и изменёнными профилями распределительных валов.

### 3,0i
Двигатель применялся в Omega Evo, где развивал мощность 169 кВт (227 л. с.).

### 3,6i
Компания Irmscher разработала двигатель 3.6i (кодовое обозначение 36E), применявшийся в Monza E и Monza GSE. В Великобритании некоторые из этих двигателей устанавливались на Vauxhall Senator B.
В конце 1987 года новые, более экологичные версии этого двигателя с тюнингом от Irmscher применялись в моделях Omega A/Mk3 Carlton и Senator B. Кодовые обозначения двигателей — 36NE, C36NE и C36NEI. Двигатели развивали мощность 147 кВт (197 л. с.), в то время как первые двигатели мощностью 154 кВт (207 л. с.) применялись в автомобилях Opel Monza ранних выпусков. Также были разработаны 24-клапанные версии модели 3.6i.

### 4.0i
4,0-литровые 24-клапанные двигатели разработаны компаниями Irmscher и Mantzel.
Версия Mantzel объёмом 4032 см3 с кодовыми обозначениями M4024V и  30NE/C30NE/C30LE/C30SE опционально устанавливалась на Bitter SC с 1980 по 1986 год.
Версия Irmscher объёмом 3983 см3 с кодовым обозначением C40SE была единственным двигателем, в котором применялся специально отлитый блок цилиндров в рамках переоборудования двигателя повышенной мощности. Диаметр цилиндра составляет 98 мм, а ход поршня — 88 мм. Двигатель развивал мощность 200 кВт (268 л. с.) и применялся в Opel Omega A, Opel Senator B и Opel Omega Evolution 500 (опционально). 

## Дизельные двигатели
Дизельные двигатели семейства Opel CIH впервые были представлены в сентябре 1972 года и постепенно набирали популярность в последующие два десятилетия (в 1980-х и 1990-х годах). Эти двигатели с воспламенением от сжатия применялись в средне- и полноразмерных автомобилях Opel и были разработаны для максимальной экономии топлива и длительного срока службы, при этом производительность была второстепенной. Они получили усиленный блок, более длинные ходы и единственную головку верхнего распредвала. Все дизельные двигатели были рядными четырёхцилиндровыми.

### 2,0 л
2,0-литровый двигатель получил более широкое распространение в конце 1970-х годов, но на некоторых рынках, включая Италию, он появился уже в конце 1974 года. Этот двигатель был создан путём уменьшения диаметра поршня предыдущего 2,1-литрового дизельного агрегата с 88 мм до 86,5 мм при сохранении хода поршня в 85 мм и общем объёме 1998 см3. Он выпускался только в атмосферном исполнении и в единственном варианте — 20D, степень сжатия которого составляла 22:1. Подача топлива осуществлялась с помощью системы впрыска Bosch. Максимальная мощность этого двигателя составляла 43 кВт (57 л.с.) при 4400 об/мин, а максимальный крутящий момент составлял 117 Н·м в диапазоне от 2000 до 2200 об/мин. Этот двигатель применялся в:
- Opel Rekord D 2.0 D (1974—1977 на отдельных рынках, включая Италию)
- Opel Rekord E 2.0 D (1977—1981)
- Opel Ascona B 2.0 D (1978—1981)

### 2,1 л
2,1-литровый (2068 см3) двигатель впервые был представлен в 1972 году на Opel Rekord D. Он выпускался в Рюссельсхайме. Диаметр цилиндра и ход поршня составляют 88 мм × 85 мм. Двигатель выпускался в атмосферном исполнении. Единственный вариант — 21D. Степень сжатия двигателя составляет 22:1, а система впрыска топлива — Bosch. Двигатель развивает мощность 44 кВт (59 л. с.) при 4400 об/мин и крутящий момент 120 Н·м при 2500 об/мин. Он применялся в: 
- Opel Rekord D 2.1 D (1972—1977)
- Opel Rekord E 2.1 D (1977—1981)

### 2,3 л
2,3-литровый (2260 см3) дизельный двигатель CIH был представлен в 1979 году. Его диаметр цилиндра был увеличен с 88 до 92 мм, а ход поршня составляет 85 мм. В отличие от предыдущих двух дизельных двигателей (объёмом 2,0 и 2,1 л), 2,3-литровый дизельный двигатель выпускался в нескольких вариантах, в некоторых из которых применялась принудительная индукция. Также некоторые двигатели выпускались либо с турбонаддувом, либо в конфигурации Compex (с нагнетателем высокого давления). Двигатели с принудительной индукцией имеют сухие гильзы цилиндров из спечённого металла и масляный насос большого объёма. Масло для охлаждения поршней впрыскивается через маслоподающую трубу снаружи блока цилиндров.

#### 23D
23D является атмосферным двигателем со степенью сжатия 22:1 и системой впрыска топлива Bosch. Некоторые функции были позаимствованы у 2,1-литрового двигателя. Мощность составляла 48 кВт (64 л. с.) при 4200 об/мин, а крутящий момент — 127 Н·м при 2500 об/мин. Позднее степень сжатия стала составлять 22,1:1, мощность — 52 кВт (70 л. с.) при 4400 об/мин, а крутящий момент — 135 Н·м при 2400 об/мин. Двигатель применялся в:
- Opel Rekord E 2.3D (1979—1986)
- Bedford CF1 (1980—1986)

#### 23DK
23DK выпускался с 1984 по 1986 год. Вместо турбонаддува в двигателе применялся нагнетатель высокого давления. Степень сжатия составляла 23:1, а система впрыска топлива — Bosch. Двигатель развивал мощность 70 кВт (94 л. с.) при 4200 об/мин и крутящий мощность 195 Н·м при 2200 об/мин. Он применялся в:
- Opel Senator A 2.3 Comprex D (1984—1986)

#### 23DT
23DT был представлен в 1984 году. Являлся первым турбодизельным двигателем Opel. Как и в варианте 20DK Comprex, степень сжатия составляет 23: 1, а система впрыска топлива — Bosch. Турбонаддув — KKK K24. Двигатель развивал мощность 63 кВт (85 л. с.) при 4200 об/мин и крутящий момент 192 Н·м в диапазоне от 2200 до 2400 об/мин. Он применялся в:
- Opel Rekord E 2.3 TD (1984—1986)
- Opel Senator A 2.3 TD (1984—1986)

#### 23YD
23YD являлся атмосферным двигателем, представленным в сентябре 1986 года на Opel Omega A. Степень сжатия была увеличена с 22:1 до 23:1, мощность была увеличена с 48 до 54 кВт (с 64 до 72 л. с.) при 4400 об/мин, а крутящий момент составляет 138 Н⋅м при 2400 об/мин. С 1989 года в двигателе применялся каталитический нейтрализатор. Двигатель применялся в:
- Opel Omega A 2.3 D (1986—1993)

#### 23YDT
23YDT являлся версией 23DT с турбонаддувом. Мощность увеличена до 66 кВт (89 л. с.) при 4200 об/мин, а крутящий момент составляет 138 Н⋅м при 2400 об/мин. Двигатель применялся в:
- Opel Omega A 2.3 TD (1986—1988)

#### 23DTR
23DTR являлся последним четырёхцилиндровым дизельным двигателем семейства Opel CIH. Он выпускался с августа 1988 года и являлся модернизацией двигателя 23YDT. Вместо турбонаддува KKK K24 применяется турбонаддув K14. Также был добавлен интеркулер. Двигатель развивал мощность 74 кВт (99 л. с.) при 4200 об/мин и применялся в:
- Opel Omega A 2.3 TD (1988—1993)
- Opel Frontera A 2.3 TD (1991—1995)

В то время как у Omega A крутящий момент составлял 218 Н⋅м в диапазоне от 2000 до 2200 об/мин, у Frontera A крутящий момент составлял чуть ниже 215 Н⋅м при 2200 об/мин.

## Автоспорт
Двигатели Opel CIH применялись в спортивных автомобилях как в четырёх-, так и в шестицилиндровом исполнении. В 1966 году шведский гонщик Лиллеброр Насениус выиграл Чемпионат Европы по ралли за рулём Opel Rekord B.
В 1969 году Вирджилио Конреро стал официальным директором раллийной команды Opel, отвечая за подготовку автомобилей и отбор водителей. Эта схема просуществовала до 1986 года. Автомобили, подготовленные Conrero, впервые появились на подъёмах в гору. В 1971 году Opel GT выиграл класс GT2.0 на Targa Florio.
В июне 1972 года, перед запуском в сентябре нового дизельного двигателя, концерн Opel установил два мировых и восемнадцать международных рекордов на испытательном полигоне в Дуденхофене. На заказ был выпущен одноместный Opel GT с 2,1-литровым турбодизельным двигателем мощностью 70 кВт (95 л. с.).